# Belfast (film)
A Belfast 2021-es brit felnövésdráma, amelyet Kenneth Branagh írt és rendezett. A főbb szerepekben Caitríona Balfe, Judi Dench, Jamie Dornan és Ciarán Hinds látható. 
2021. szeptember 2-án mutatták be a Telluride Filmfesztiválon, majd több fesztivál programjában is szerepelt. Az Egyesült Királyságban 2022. január 21-től, míg Magyarországon február 24-től volt megtekinthető a mozikban. A produkció az egyike volt a legtöbb díjra jelölt filmeknek a díjátadókon, többek között a kiemelkedő brit filmnek járó BAFTA-díjat is sikerült megszereznie.

## Cselekmény
Buddy kilencéves kisfiú, családja protestáns munkásosztálybeli. Buddy apja a tengerentúlon dolgozik Angliában, míg a család Belfastban él. Az 1969 augusztusi zavargások során protestáns lojalisták egy csoportja megtámadja a katolikusok házait és üzleteit Buddy utcájában. Az utca lakói barikádot emelnek, hogy megakadályozzák a további konfliktusokat, Buddy apja pedig hazatér Angliából. Buddy érzéseket táplál egy keményen tanuló osztálytársa, a katolikus Catherine iránt, és végül barátokká válnak.
A helyi bűnöző és szektás csőcselék Billy Clanton megkörnyékezi Buddy apját, és követeli, hogy vegyen részt az „ügyben”; amikor apa ezt visszautasítja, agresszívvá válik, és szüntelenül Buddyhoz közeledik. Eközben a család a felhalmozott adószámlák kifizetéséért küzd. Buddy anyja már nem tudja tovább halasztani Belfast elhagyásának lehetőségét, mivel a konfliktus egyre súlyosbodik. Buddy apjának előléptetést és lakásajánlatot kínálnak Angliában. A szülők karácsonykor megpróbálják megbeszélni a fiúkkal a dolgot, de Buddy összeomlik a távozás gondolatától.
Buddy és unokatestvére, Moira, csokoládélopás közben belekeverednek egy huligánbanda akciójába. Buddy anyja visszaviteti a gyerekekkel a lopott holmikat. Ekkor megjelenik Billy, és túszul ejti Buddy anyját és Buddyt, hogy megszökhessen. A brit hadsereg érkezésekor azonban sikerül Billyt lefegyverezni. A család úgy dönt, hogy Angliába indulnak, de Buddy apja egy kórházi kezelés után életét veszti. A nagymama kikíséri őket a buszmegállóba, és azt tanácsolja nekik, hogy menjenek a jövő felé, és ne nézzenek vissza.

## Szereplők
| Szerep         | Színész          | Magyar hangja   |
| -------------- | ---------------- | --------------- |
| Buddy          | Jude Hill        | Rostás Ábel     |
| Will           | Lewis McAskie    | Pál Dániel      |
| anya           | Caitríona Balfe  | Földes Eszter   |
| apa            | Jamie Dornan     | Szatory Dávid   |
| nagyi          | Judi Dench       | Tímár Éva       |
| nagypapa       | Ciarán Hinds     | Faragó András   |
| Frankie West   | Michael Maloney  | Hirtling István |
| Billy Clanton  | Colin Morgan     | n.a             |
| Moira          | Lara McDonnell   | n.a             |
| Catherine      | Olive Tennant    | n.a             |
| Mackie         | Gerard Horan     | n.a             |
| Violet néni    | Josie Walker     | n.a             |
| miniszter      | Turlough Convery | n.a             |
| Miss Lewis     | Vanessa Ifediora | n.a             |
| McLaury        | Conor MacNeill   | n.a             |
| Mr Kavanagh    | Drew Dillon      | n.a             |
| katona         | Victor Alli      | n.a             |
| Bobby Frank    | Gerard McCarthy  | n.a             |
| Joseph Tomelty | John Sessions    | n.a             |

## Fogadtatás

### Kritikai visszhang
A film pozitív reakciókat váltott ki a kritikusokból. A Rotten Tomatoeson 86%-os minősítést ért el 332 értékelés alapján, az összefoglaló szerint: „Kenneth Branagh író-rendező mélyen személyes projektje, a Belfast erőteljes alakításokkal és rendezői kézügyességgel lép túl narratív hiányosságain.” David Fear a Rolling Stone-tól azt írta: „A Belfast nagy változást jelent annak az embernek, akit egyszer „a következő Laurence Olivier”-nek neveztek, és könnyen lehet, hogy az elmúlt évtizedek legjobb író-rendezői munkája.” Ann Hornaday a Washington Posttól azt írta: „A gyakran fájdalmas kontúrjai ellenére rengeteg élvezetet tartogat a Belfast, Kenneth Branagh ellenállhatatlan memoárja az észak-írországi zavargások közepette felnövő gyerekekről.” Anthony Lane a New Yorkertől azt írta: „A film tele van lázadásokkal és barikádokkal, mégis akkor érzi magát a legélénkebbnek, amikor befelé fordul, az otthon vigaszai felé.”
A Metacritic 75 pontot adott a 100-ból 55 vélemény alapján. Peter Bradshaw a Guardiantől azt írta: „A múltba szóló szerelmes levelek mindig egy illúziónak szólnak, ez mégis olyan csábító mítoszteremtés Branagh-tól.” Joe Morgenstern a Wall Street Journaltől azt írta: „Csak egy baj van a félig önéletrajzi jellegű beszámolójával. Annyira csiszolt - annyira szellemes, vicces és ügyesen kalibrált -, hogy egy ideig közönségkedvencnek is lehet venni, de nem sokkal többnek. Én viszont a többséggel tartok. Minden bizonnyal ez a legkellemesebb film, amit idén eddig láttam, de egyben a legmeghatóbb is.” Clarisse Loughrey az Independenttől azt írta: „Branagh nem tűnik olyan lelkesnek, mint Cuarón, hogy saját emlékeit faggassa, vagy hogy számot vessen azzal, hogy a szülők védőfátyla hogyan védi a gyermeket a valóságtól.”

### Bevétel adatai
A Box Office Mojo szerint a film 49 millió dolláros bevételt ért el, a költségvetésről nincs információ.

## Fontosabb díjak és jelölések
| Esemény                             | Díj                                     | Kategória                                    | Eredmény |
| ----------------------------------- | --------------------------------------- | -------------------------------------------- | -------- |
| 42. Arany Málna-gála                | Arany Málna-megváltó díj – Jamie Dornan | Arany Málna-megváltó díj – Jamie Dornan      | Jelölve  |
| 75. BAFTA-gála                      | BAFTA-díj                               | Kiemelkedő brit film                         | Elnyerte |
| 75. BAFTA-gála                      | BAFTA-díj                               | Legjobb film                                 | Jelölve  |
| 75. BAFTA-gála                      | BAFTA-díj                               | Legjobb férfi mellékszereplő – Ciarán Hinds  | Jelölve  |
| 75. BAFTA-gála                      | BAFTA-díj                               | Legjobb női mellékszereplő – Caitríona Balfe | Jelölve  |
| 75. BAFTA-gála                      | BAFTA-díj                               | Legjobb eredeti forgatókönyv                 | Jelölve  |
| 75. BAFTA-gála                      | BAFTA-díj                               | Legjobb vágás                                | Jelölve  |
| 2022-es David di Donatello-díjátadó | David di Donatello-díj                  | Legjobb külföldi film                        | Elnyerte |
| 2022-es Európai Filmdíjgála         | Európai Filmdíj                         | Legjobb forgatókönyvíró                      | Jelölve  |
| 2022-es Európai Filmdíjgála         | Európai Filmdíj                         | Legjobb európai látványtervező               | Elnyerte |
| 2022-es Európai Filmdíjgála         | Európai Filmdíj                         | Legjobb európai jelmeztervező                | Elnyerte |
| 79. Golden Globe-gála               | Golden Globe-díj                        | Legjobb filmdráma                            | Jelölve  |
| 79. Golden Globe-gála               | Golden Globe-díj                        | Legjobb rendező                              | Jelölve  |
| 79. Golden Globe-gála               | Golden Globe-díj                        | Legjobb férfi mellékszereplő – Ciarán Hinds  | Jelölve  |
| 79. Golden Globe-gála               | Golden Globe-díj                        | Legjobb férfi mellékszereplő – Jamie Dornan  | Jelölve  |
| 79. Golden Globe-gála               | Golden Globe-díj                        | Legjobb női mellékszereplő – Caitríona Balfe | Jelölve  |
| 79. Golden Globe-gála               | Golden Globe-díj                        | Legjobb forgatókönyv                         | Elnyerte |
| 79. Golden Globe-gála               | Golden Globe-díj                        | Legjobb eredeti filmbetétdal – "Down to Joy" | Jelölve  |
| 2022-es Goya-díjátadó               | Goya-díj                                | Legjobb európai film                         | Jelölve  |
| 94. Oscar-gála                      | Oscar-díj                               | Legjobb film                                 | Jelölve  |
| 94. Oscar-gála                      | Oscar-díj                               | Legjobb rendező                              | Jelölve  |
| 94. Oscar-gála                      | Oscar-díj                               | Legjobbb férfi mellékszereplő – Ciarán Hinds | Jelölve  |
| 94. Oscar-gála                      | Oscar-díj                               | Legjobb női mellékszereplő – Judi Dench      | Jelölve  |
| 94. Oscar-gála                      | Oscar-díj                               | Legjobb eredeti forgatókönyv                 | Elnyerte |
| 94. Oscar-gála                      | Oscar-díj                               | Legjobb hang                                 | Jelölve  |
| 94. Oscar-gála                      | Oscar-díj                               | Legjobb eredeti dal – "Down to Joy"          | Jelölve  |
| 28. Screen Actors Guild-gála        | Screen Actors Guild-díj                 | Legjobb női mellékszereplő – Caitríona Balfe | Jelölve  |
| 28. Screen Actors Guild-gála        | Screen Actors Guild-díj                 | Legjobb szereplőgárda (mozifilm)             | Jelölve  |